# Arne Hertz
Arne Hertz (6 juni 1939) is een Zweeds voormalig rallynavigator.

## Carrière
Arne Hertz werd voor het eerst prominent in de rallywereld als navigator van Stig Blomqvist, actief in een Saab 96 V4. Zij wonnen in 1971 de Rally van Zweden, Finland en Groot-Brittannië. Opnieuw een zege in Zweden in 1972, werd gevolgd met een WK-debuutoverwinning in het wereldkampioenschap rally in 1973, toen zij wederom oppermachtig waren in Zweden.
Na het winnen van de Safari Rally in 1975 met Ove Andersson, nam Hertz in het seizoen 1976 voor het eerst plaats naast de Fin Hannu Mikkola. Zij waren eerst actief bij Ford, waar het een succesvolle periode meemaakte met meerdere WK-rally overwinningen. In het seizoen 1981 werd het duo onderdeel van het nieuwe fabrieksteam van Audi, die dat jaar de revolutionaire Audi quattro introduceerden in het kampioenschap. Dit luidde een succesvol tijdperk in, dat zijn hoogtepunt bereikte met een uiteindelijke wereldtitel in 1983. Hertz bleef aan als Mikkola's navigator gedurende zijn tijd bij Audi, maar toen Mikkola de overstap maakte naar Mazda, bleef Hertz in eerste instantie bij Audi als navigator van Armin Schwarz (hoewel hij in 1990 en 1993 nog kortstondig terugkeerde naast Mikkola). In het seizoen 1991, inmiddels actief bij Toyota, won hij samen met Schwarz de WK-ronde van Catalonië. Nadat Schwarz Toyota verliet, bleef Hertz aan bij het team en navigeerde daar nog voor verschillende rijders (met Yoshio Fujimoto werd de Safari in 1995 gewonnen, welke dat jaar enkel een ronde was van het Formule 2 kampioenschap). Hertz beëindigde zijn rally-carrière in 1999.